# 大平霧線
大平霧線為臺中捷運規劃中的路線，前身為臺中捷運紫線。為目前臺中市政府推動之屯區軌道系統之總稱。「屯區捷運計畫」可行性研究報告書於2022年6月20日完成送交中央審查，其中大平霧線預計北端銜接綠線延G1站，沿祥順路往南行經太平區中山路、立仁路後，經德芳南路至文心南路與建國南路口，與綠線大慶站站外轉乘，路線全長約16.14公里，設置16座高架車站，系統型式採中運量系統。

## 概況
目前屯區捷運路網規劃分階段推動，第一階段為藍線太平延伸線（與大平霧線轉乘），大平霧線列為第二階段（與綠線、藍線轉乘）。與藍線串聯可帶動大平霧捷運整體運量，且目前藍線主線正在進行綜合規劃作業，若加緊趕辦將可與藍線主線同時完工，滿足屯區民眾往返市區之交通需求。
大平霧線將與捷運綠線串接，採高架化型式，路線長度約15.7公里，路線起自文心路與建國南路口（目前規劃與捷運綠線大慶站站外轉乘），行經大里、太平（將與屯區捷運網第一階段的藍線延伸-太平站〈P07/P19〉站內轉乘），轉至北屯銜接綠線大坑延伸線形成環狀路網，共設置16個高架車站。

## 歷史

### 紫線時期
- 1990年，臺灣省政府住宅及都市發展處（省住都處）辦理「臺中都會區大眾捷運系統規劃」。
- 1998年：省住都處完成「臺中都會區捷運路網細部規劃」，路線分為紅、綠、藍三線。
- 1999年7月，臺灣省政府進行組織精簡方案（精省），後續規劃轉由交通部高速鐵路工程局（高鐵局）接手辦理。
- 2008年11月15日，交通部、臺中市政府、臺北市政府簽訂綠線建設與營運三方協議書，後續施工由高鐵局移交至臺北市捷運局辦理；臺中捷運後續路網規劃工作由臺中市政府承辦。
- 2009年10月27日，臺北市捷運局完成「臺中都會區大眾捷運系統路網檢討規劃報告書」，重新檢討1998年之路網規劃，路線修改為核心路網紅、綠[a]、藍、橘四線，以及後續路網紫線、核心路網之延伸線[b]五線；原未見紫線，最初類似構想僅見於民意代表的政見[c]，直到該局舉辦公聽會後才出現在路網圖中[5]。
- 2012年5月19日，臺中市交通局委託顧問公司辦理之「臺中都會區大眾捷運系統後續路網規劃」專家學者座談會中，紫線因連結大里、太平等重要衛星行政區，並可抒解臺鐵臺中車站的負荷量，被建議優先推動。

### 大平霧線時期
- 2016年10月3日，臺中市交通局表示，市府明年已編列新臺幣1000萬元辦理大里太平霧峰輕軌可行性研究，路廊預計串聯綠線、雙港輕軌[6]，並於12月23日提出屯區捷運計畫[7]；未來將結合綠線、藍線、雙港輕軌，透過軌道路網相互串聯，提升大臺中整體交通便捷性[6]。
- 2017年3月2日，臺中市交通局長王義川表示，將以紫線為規劃基礎重新規劃大平霧線，並希望交通部補助約新臺幣1000萬元的可行性研究經費；交通部對此則允諾支持[8]。
- 2018年4月20日，臺中市交通局委託鼎漢國際工程顧問公司辦理「臺中輕軌捷運系統第二期路網可行性研究」。
- 2019年4月18日，台中市議會第三屆第一次定期會施政報告 （页面存档备份，存于）中提到大平霧捷運進度進入可行性期中評估階段。4月19日，廠商提交可行性研究期中報告修正報告。5月16日，召開期中修正報告工作會議。6月17日，召開期中修正報告工作會議，並請廠商分析路廊銜接方案。7月12日，召開期中修正報告工作會議討論修正方向[9]。8月8日，廠商提送期中報告書修正版[10]。8月19日，期中報告書核備[10]。11月6日，由交通局公布路廊初步走向共5條路線來評估[11]。12月16日，廠商送審期末報告[12]。
- 2020年11月25日，召開期末審查會議，依會議結論修正報告書中，將於2021年上半年召開地方說明會。[13]。
- 2021年10月20日，辦理屯區捷運路網地方說明會(原定於2021年上半年召開，因新冠疫情影響而延至該日舉行)，交通局說明路線未來規劃，其中大平霧線列為屯區捷運網的第二階段。[14]
- 2022年6月20日，大平霧捷運可行性研究提報交通部審查。
- 2022年9月21日，交通部回復書面審查意見，主要意見包含建議「屯區捷運環狀線」及「捷運藍線延伸太平」分別辦理、屯區捷運環狀線的系統型式與整體路網計畫規劃不同，確認是否影響維修機廠規劃與過軌設施，及針對運量預測、推動順序及財務評估等提供相關意見。
- 2023年5月1日，台中市府修正完成屯區捷運可行性研究報告書後，再提報交通部審查。

## 車站
- 大平霧線（原紫線）列為屯區捷運路網的第二階段，表中資料由最新一次說明會上公布之新資訊為主，日後路線之行經路線、設站位置、車站名稱及車站代號可能會隨之更動。

| 編號       | 工程代號 | 名稱              | 名稱                                  | 站體型式 | 所在地 | 所在地 | 交會路線                    |
| 編號       | 工程代號 | 中文              | 英文                                  | 站體型式 | 所在地 | 所在地 | 交會路線                    |
| ---------- | -------- | ----------------- | ------------------------------------- | -------- | ------ | ------ | --------------------------- |
| 4 大平霧線 |          |                   |                                       |          |        |        |                             |
| 401        | P01      | 未                | 未                                    | 高架     | 臺中市 | 北屯區 | 綠線                        |
| 402        | P02      | 未                | 未                                    | 高架     | 臺中市 | 北屯區 | 不適用                      |
| 403        | P03      | 未                | 未                                    | 高架     | 臺中市 | 北屯區 | 不適用                      |
| 404        | P04      | 未                | 未                                    | 高架     | 臺中市 | 太平區 | 不適用                      |
| 405        | P05      | 未                | 未                                    | 高架     | 臺中市 | 太平區 | 不適用                      |
| 406        | P06      | 未                | 未                                    | 高架     | 臺中市 | 太平區 | 不適用                      |
| 407        | P07      | 未                | 未                                    | 高架     | 臺中市 | 太平區 | 藍線                        |
| 408        | P08      | 未                | 未                                    | 高架     | 臺中市 | 太平區 | 不適用                      |
| 409        | P09      | 未                | 未                                    | 高架     | 臺中市 | 大里區 | 不適用                      |
| 410        | P10      | 未                | 未                                    | 高架     | 臺中市 | 大里區 | 不適用                      |
| 411        | P11      | 未                | 未                                    | 高架     | 臺中市 | 大里區 | 不適用                      |
| 412        | P12      | 未                | 未                                    | 高架     | 臺中市 | 大里區 | 不適用                      |
| 413        | P13      | 未                | 未                                    | 高架     | 臺中市 | 大里區 | 機場線                      |
| 414        | P14      | 未                | 未                                    | 高架     | 臺中市 | 大里區 | 不適用                      |
| 415        | P15      | 未                | 未                                    | 高架     | 臺中市 | 南區   | 不適用                      |
| 416        | P16      | 大慶 （中山醫大） | Daqing (Chungshan Medical University) | 高架     | 臺中市 | 南區   | 臺灣鐵路臺中線：大慶 · 綠線 |

## 外部連結
- 臺中市政府捷運工程處（页面存档备份，存于）
- 臺中市公共運輸及捷運工程處（页面存档备份，存于）